# Chamaedorea cataractarum
Chamaedorea cataractarum es una especie de palmera que se distribuye por México.

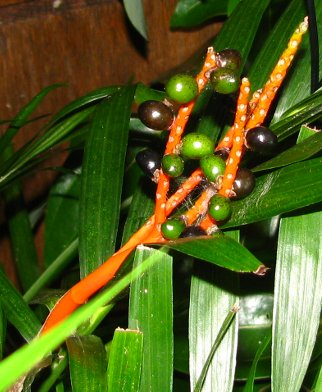
Detalle del fruto

## Descripción
Son palmas cespitosas, rastreras, apareciendo sin tallo, y formando grupos densos de 2 x 3 m. Los tallos de 2-4 cm de diámetro, ramificados dicotómicamente, horizontales, los nodos de color verde, prominentes, congestionados, entrenudos de menos de un cm de largo. las hojas son erecto-arqueadas, pinnadas, a 2 m de largo, muy abiertas, tubular sólo en la base, de color verde, con pecíolo de hasta 30 cm de largo o más. Las inflorescencias  son interfoliares o, a veces infrafoliares, erguidas, pareciendo que surgen del suelo o la hojarasca, con pedúnculos de 50-70 cm de largo, ± redondeada o aplanada ligeramente, 7 mm de ancho, verde en flor, de color naranja en las frutas. El fruta de 10 x 6.8 mm, ovoide-oblongo, cambiando a marrón oscuro, verde, negro en la madurez.

## Hábitat
Se encuentra en el bosque húmedo o mojado a lo largo de arroyos y cataratas en la vertiente atlántica; a una altitud de 300-1000 m de altitud, por lo general en la piedra caliza.

## Taxonomía
Chamaedorea cataractarum fue descrita por Carl Friedrich Philipp von Martius y publicado en Historia Naturalis Palmarum 3(9): 309, en el año 1849. (15 Mar 1849)
Etimología
Chamaedorea: nombre genérico que deriva de las palabras griegas: χαμαί (chamai), que significa "sobre el terreno", y δωρεά (dorea) , que significa "regalo", en referencia a las frutas fácilmente alcanzadas en la naturaleza por el bajo crecimiento de las plantas.
cataractarum es un epíteto latino  de cataracta  que significa  perteneciente a las cataratas y rocas húmedas a lo largo de los cursos de agua, en referencia a su hábitat.
Sinonimia
- Chamaedorea atrovirens H.Wendl.
- Chamaedorea flexuosa H.Wendl.
- Chamaedorea lindeniana H.Wendl.
- Chamaedorea martiana H.Wendl.
- Encheila transversa O.F.Cook
- Nunnezharia cataractarum (Mart.) Kuntze
- Nunnezharia flexuosa (H.Wendl.) Kuntze
- Nunnezharia martiana (H.Wendl.) Kuntze
- Stachyophorbe cataractarum (Mart.) Liebm. ex Klotzsch
- Stephanostachys martiana (H.Wendl.) Oerst.
- Vadia jotolana O.F.Cook[5]

## Nombres comunes
- Palma de cascada, palma del gato. Guayita de los Arroyos - México.[2]